# Бердюгіна (Армізонський район)
Бердю́гіна (рос. Бердюгина) — присілок у складі Армізонського району Тюменської області, Росія.
Населення — 102 особи (2010, 127 у 2002).
Національний склад станом на 2002 рік:
- росіяни — 98 %